# Abbaye de Montcetz
L'abbaye de Notre-Dame de Montcetz est une ancienne abbaye de prémontrés.

## Histoire
Sa date de fondation est incertaine. Agnès, comtesse de Braine, en serait la fondatrice en 1133, ou Anselme, chevalier de Montcetz qui obtient en 1142 du comte Thibaut IV de Champagne la permission de se déclarer lui-même fondateur.
Ce n'est d'abord qu'une chapelle dédiée à saint Maurice et à saint Nicolas qui devient en 1142 une abbaye de l'ordre des Prémontrés sous le vocable de Notre-Dame-et-Saint-Maurice, édifiée au sud du village de Moncetz. Elle est appelée à l'origine Notre-Dame de Bétignicourt.
Une bulle du pape Eugène III, de 1147, confirme les donations faites par le comte Thibaut IV à l'abbaye de Montcetz et la met sous la protection du Saint-Siège, sous la filiation de l'abbaye de Braine. En 1157 le comte Henri renouvelle l'autorisation accordée par son père à Anselme de Montcetz, approuve la donation faite par celui-ci, et concède lui-même aux moines le droit de prendre dans ses forêts ce qu'il leur faut pour se chauffer et construire leurs bâtiments.
Montcetz ne s’élève jamais à un rang bien distingué. Elle est patronnée par les seigneurs de l'Épine (1224), de Dampierre, de Saint-Dizier (1302), les barons d'Arzillières (1275, 1452, etc.) qui ont leurs sépultures dans l'abbaye. 
Ni les guerres du Moyen Âge, ni celles de la ligue ne nuisent à l'abbaye de Montcetz. L'abbé Remi Canelle reconstruit entièrement le cloître et les bâtiments conventuels ; Nicolas Canelle refait le chœur de l'église, la nef et les bas-côtés .
En 1789, l'abbaye compte cinq religieux et rapporte quatre mille livres. Le 13 février 1790, l'Assemblée constituante prononce l'abolition des vœux monastiques et la suppression des congrégations religieuses. Les religieux qui y vivent encore sont dispersées en 1792.

## Abbés

### Abbés réguliers
- 1241-1270 : Gérard[2].

### Abbés commendataires
À partir du Concordat de Bologne, commence la série des abbés commendataires et seigneurs temporels :
- -1513 : Pierre Brunel.
- 1515 : Thomas Gobert.
- -1539 : Pierre Adeline.
- 1548 : Jean Louvat.
- sd : Gilbert de Tournebulle (†1582 ou 1596), vicaire général de l'ordre (1565-1569), abbé d'Issoudun en 1580, d'Arcisses en 1585.
- sd : Mathieu de Sommièvre (†1588).
- sd : Simon de Sommièvre (†1612), neveu du précédent.
- sd : Claude de Verneuil (†1624).
- sd : Antoine du Hamel (†1658).
- sd : Antoine du Hamel (†1693), neveu du précédent, conseiller et aumônier du roi.
- 1693-1708 : Remi Canelle (†1708), prieur et prévôt de Saint-Martin de Laon, nommé abbé de Moncel par bulle du 9 décembre 1693, bénit à Paris, dans l'église du collège de Prémontré, par l'évêque de Noyon le 14 mars 1694.
- sd : Antoine de la Mer (†1709).
- 1709-1728 : Nicolas Canelle.
- 1722 : Loys d'Heiltz-l'Évêque[3].

## Patrimoine foncier
Les principaux biens de l'abbaye étaient la seigneurie de Haudebert et de Vouziers (1156), et des terres à Arrigny (1380), Chantecocq, Saint-Chéron, Blesme, Poivre, données par Gui de Dampierre (1154), Braucourt, Saint-Livière ; des maisons à Vitry (1208).

## Dimage
L'abbaye a le droit d'élire et de pourvoir aux cures des églises dont elle est patron, de prêtres qu'elle présente à l'ordination de l'évêque diocésain. C'est le droit de patronage, de présentation à l’évêque et de nomination d'un desservant aux églises ou cures (paroisses) où elle percevait les grosses dîmes : Domprot (1259).
En 1276, les abbés de Saint-Pierre et de Montcetz s'accordèrent au sujet des grosses dixmes de Montcetz, et les bénédictins s'engagèrent à entretenir la nef de l'église du village.